# ماريو ديماركو
ماريو ديماركو (بالإنجليزية: Mario DeMarco)‏ هو لاعب كرة قدم أمريكية ولاعب كرة قدم كندية أمريكي، ولد في 24 يوليو 1924 في بونتون في الولايات المتحدة، وتوفي في 9 ديسمبر 1956 في Slesse Mountain ‏ في كندا.